# بيرت هاري
بيرت هاري (بالإنجليزية: Bert Harry) (8 مارس 1897 في المملكة المتحدة - 1 يناير 1966) هو لاعب كرة قدم بريطاني (وحمل سابقاً جنسية المملكة المتحدة لبريطانيا العظمى وأيرلندا) في مركز الهجوم. لعب مع شروزبري تاون وكريستال بالاس ونادي دارتفورد ونادي كينغستونيان.